# Trauerspinner
Der Trauerspinner (Penthophera morio) ist ein Schmetterling (Nachtfalter) aus der Unterfamilie der Trägspinner (Lymantriinae) innerhalb der Familie der Eulenfalter (Noctuidae).

## Merkmale

### Imago
Die männlichen Falter erreichen eine Flügelspannweite von 22 bis 32 Millimetern. Zwischen den beiden Geschlechtern besteht ein starker Sexualdimorphismus. Die Männchen haben normal entwickelte Flügel, die meist schwarz, seltener bräunlich und an den Außenrändern fein behaart sind. Die Adern sind deutlich erkennbar, die Beschuppung ist dünn. Dadurch wirken die Flügel teilweise pergamentartig. Die Fühler sind lang doppelt gekämmt.

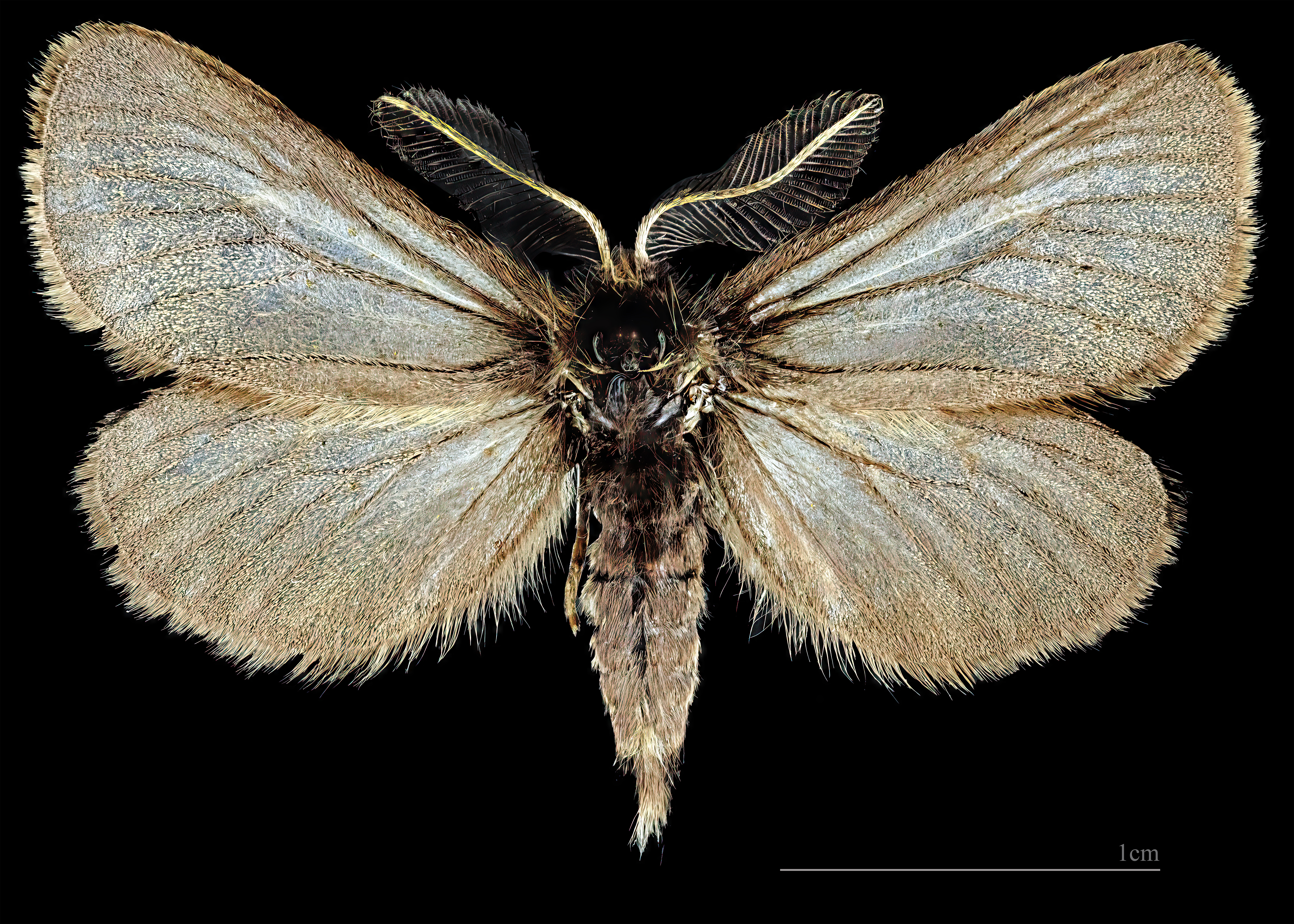
♂
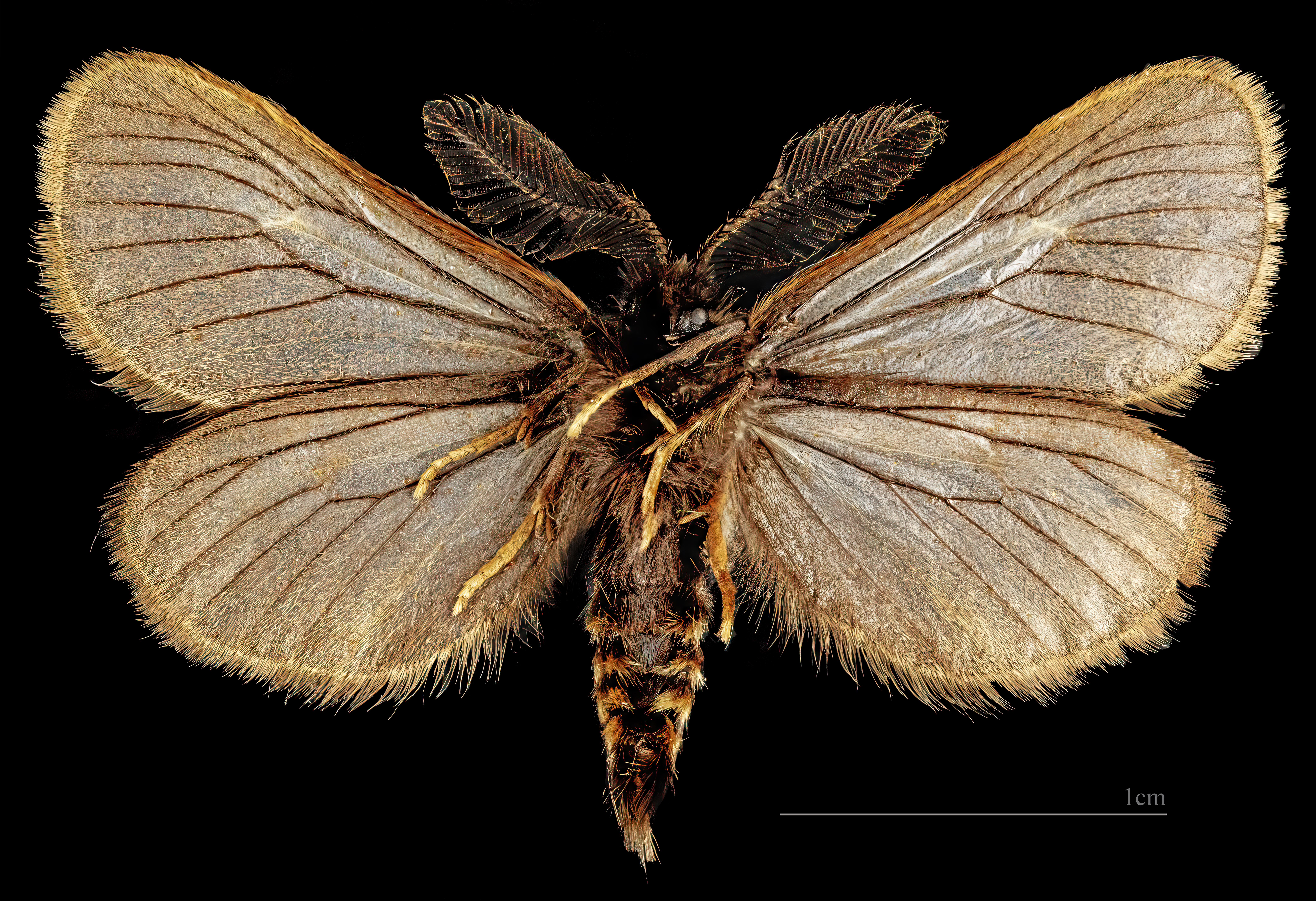
♂ △

Die Weibchen haben fast komplett zurückgebildete Stummelflügel, sind flugunfähig und haben einen plumpen Körper, der dem eines typischen Schmetterlings nicht entspricht. Ihre Körper sind kurz behaart und von graugelber oder graubrauner Farbe. Thorax und Hinterleib sind wesentlich größer als diejenigen der Männchen. Die Fühler haben sehr kurze Kammzähne.

## Vorkommen
Die Art kommt im südöstlichen Mitteleuropa vor. Im Burgenland, in Niederösterreich und in Ungarn ist sie an eng begrenzten Stellen häufig. Sie bevorzugt offene Wiesenlandschaften. Die Art wurde aber auch weiter im Westen, etwa in Vorarlberg nachgewiesen.

## Lebensweise
Die männlichen Falter sind tagaktiv und fliegen auf der Suche nach den Weibchen über Wiesen. Nachdem das Weibchen aus seinem Kokon geschlüpft ist, sondert es Pheromone ab, um die Männchen anzulocken. Nach der Paarung legt das Weibchen seine Eier an Halmen ab. Die Raupen überwintern. Sie verpuppen sich in einem dünnen gewebeartigen Kokon.

### Flug- und Raupenzeiten
Die Falter fliegen überwiegend in einer Generation von April bis Juni. Unter günstigen Bedingungen kommt es gebietsweise zu einer zweiten Generation im Juli und August. Die Mehrzahl der Raupen findet man ab Juni und nach der Überwinterung bis zum April des folgenden Jahres.

## Raupe

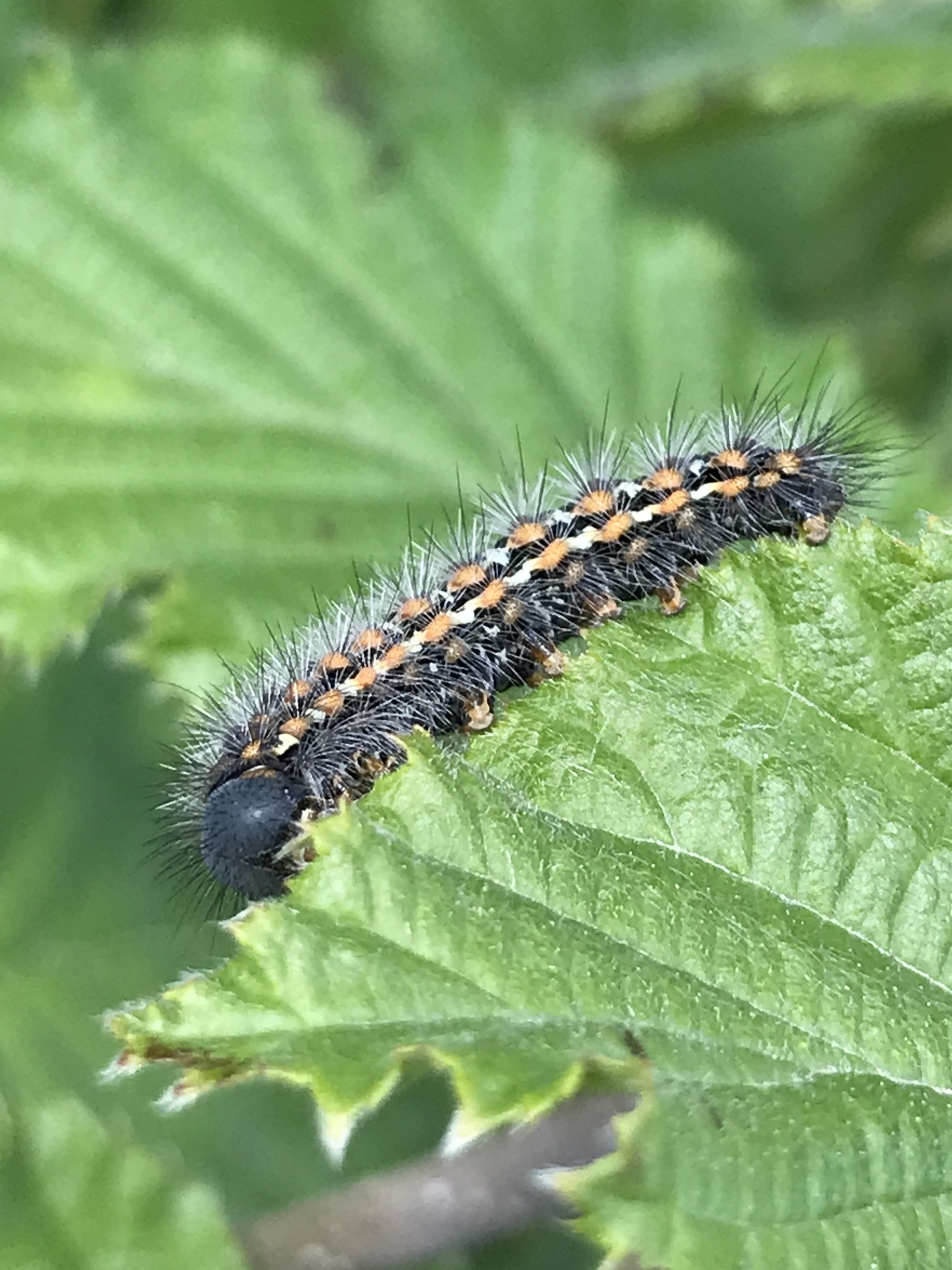
Penthophera morio, Raupe

Die Raupe hat eine schwarze Grundfärbung mit gelben, unterbrochenen Längsstreifen. Sie besitzt mit grauen Haaren besetzte rotgelbe Knopfwarzen. Die weibliche Raupe ist wesentlich größer als die männliche.

### Nahrung der Raupen
Die Raupen ernähren sich von den Halmen verschiedener Grasarten der Gattung (Lolilium).

### Puppe
Die Puppe ist gelblich, besitzt eine braune Zeichnung und ist dünn weißgrau behaart.

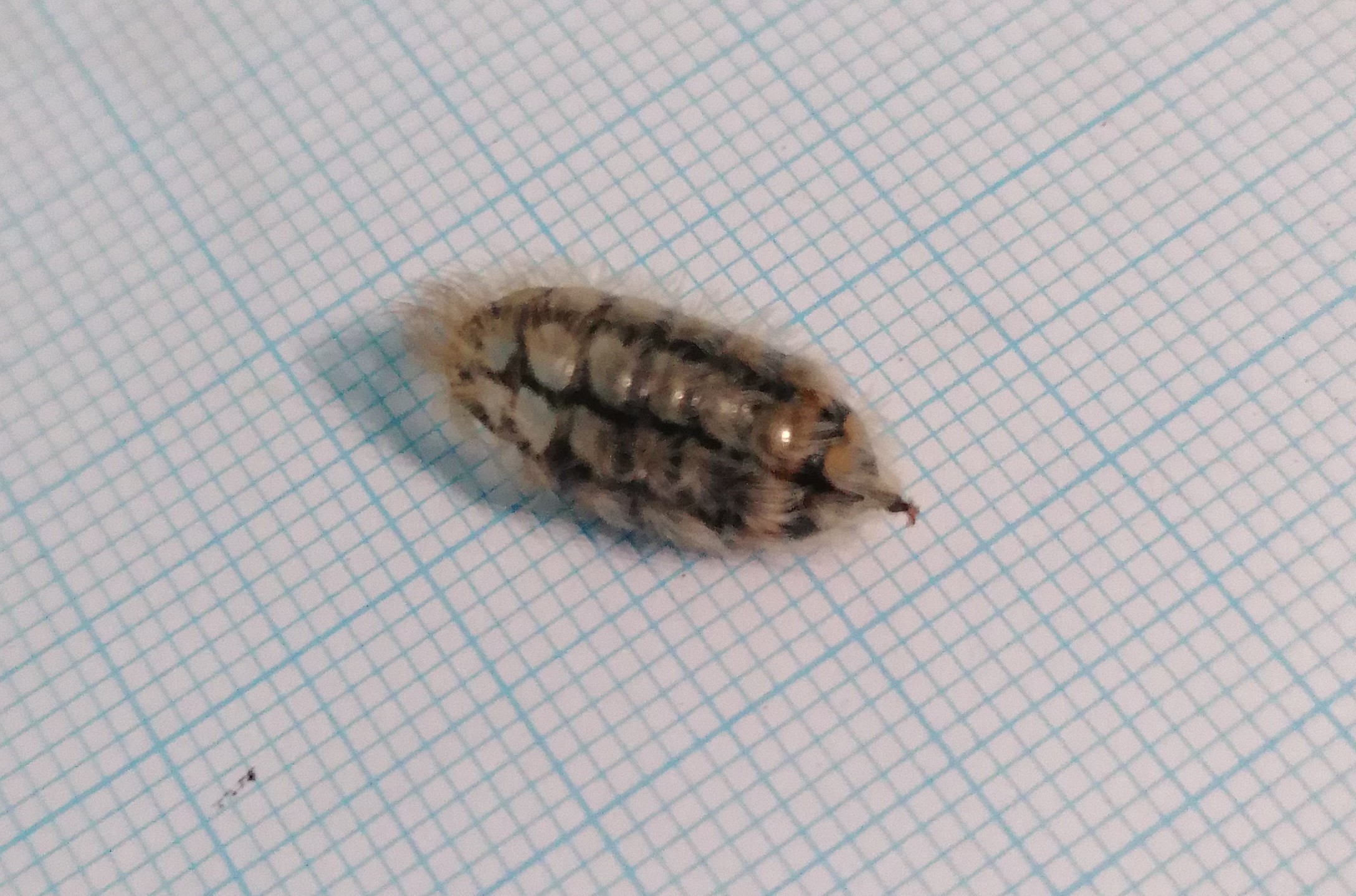
Penthophera morio, Puppe

## Synonyme
Sein Synonym lautet Hypogymna morio.